# Armand Jamar
Armand Gustave Gérard Jamar (Luik, 18 april 1870 - Sint-Gillis, 10 december 1946) was een Belgische kunstschilder.

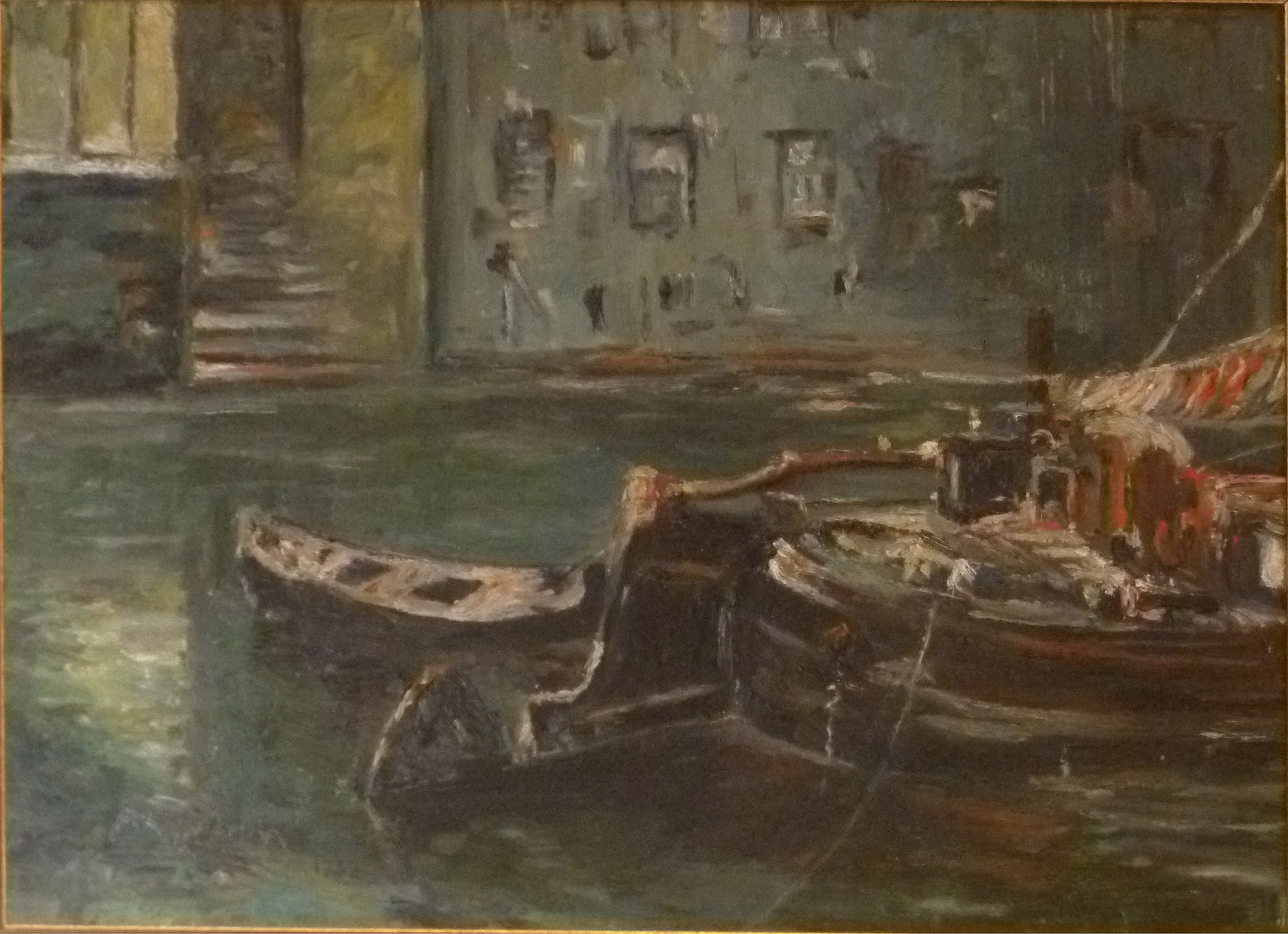
Boot aan de kade in Venetië

## Carrière
Hij volgde een opleiding tot jurist in zijn geboortestad en werd doctor in de rechten. Hij volgde in 1894 eveneens lessen aan de Koninklijke Academie voor Schone Kunsten van Luik, waar hij een leerling was van Evariste Carpentier. Hij gaf zijn eerste tentoonstelling in Luik in 1900. Hij vestigde zich in 1904 in Schaarbeek in het vroegere atelier van Constantin Meunier. Hij nam ook geregeld deel aan tentoonstellingen in het "Salon des Artistes Français", waar hij in 1904 een eervolle vermelding kreeg en ten slotte de gouden medaille. Hij nam ook deel aan de Salons van Brussel (1910), Antwerpen en Gent. In 1921 gaf hij een inviduele tentoonstelling in Brussel in de Cercle Artistique et Littéraire. Hij gaf in Brussel ook opleiding aan beginnende kunstenaars, o.a. Gerard Wilhelm van Apeldoorn.

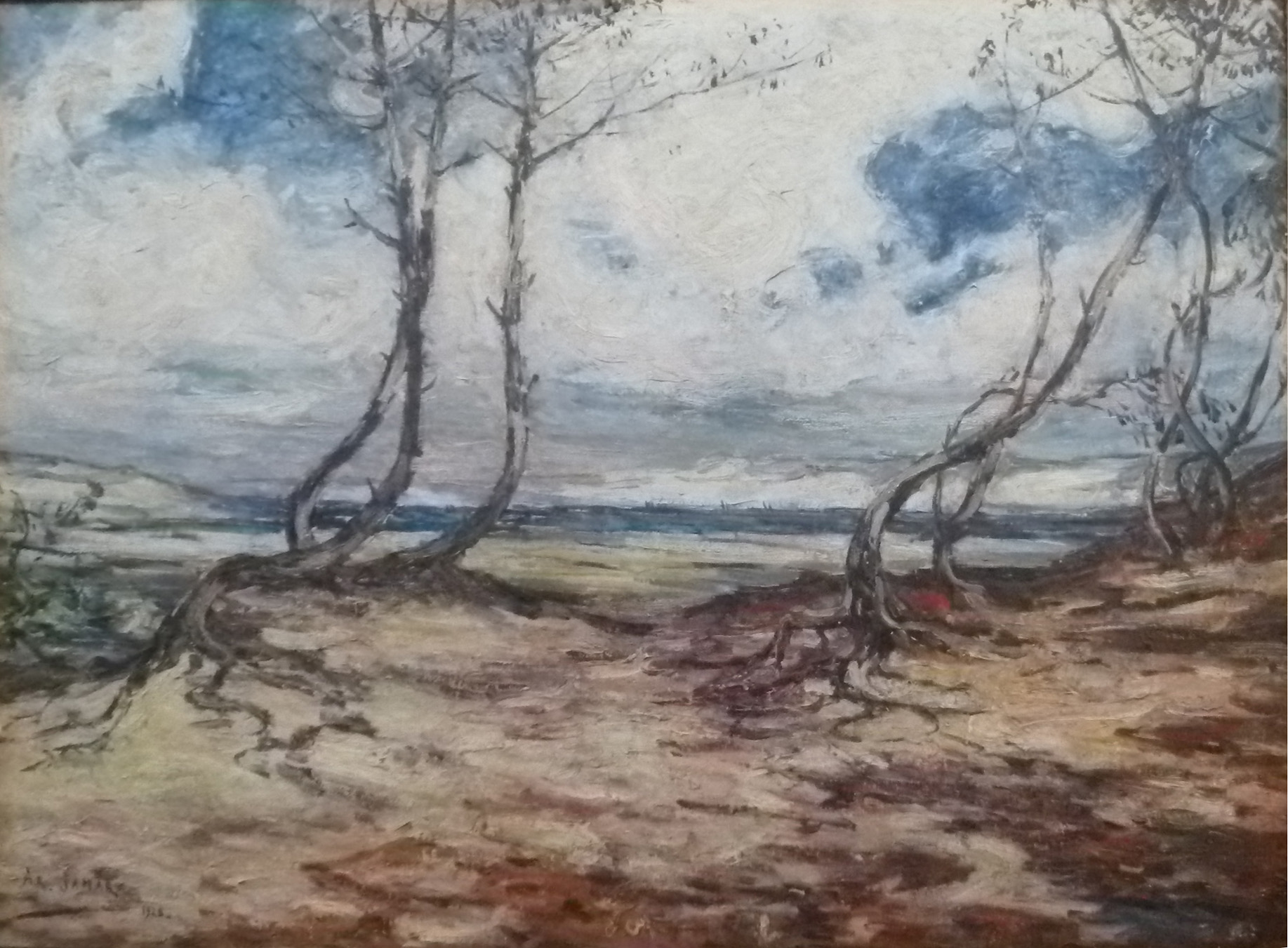
Mediterraans zee- en strandzicht

Armand Jamar begon als impressionist met weergave in levendige kleuren en brede verftoetsen van landschappen, stadsgezichten, interieurs en marines, velen geschilderd in de vrije natuur. Zijn eerste werken zijn beïnvloed door schilderijen van de vroege impressionisten zoals Eugène Boudin en Johan Barthold Jongkind. Hij creëerde ook een aantal genreschilderijen over markten en het leven in fabrieken. Later schakelde hij over naar een kleurvol expressionisme en ten slotte een vrijere penseelvoering, neigend naar het abstracte. 
Zijn ontmoetingen met dokter Louis de Winter, kunstliefhebber en mecenas, vanaf 1929 hadden een diepe invloed op hem. Hij interesseerde zich van dan af aan ook aan literaire en metafysische thema's zoals de geschiedenis van Tijl Uylenspiegel, taferelen uit Dantes' Divina Comedia, episodes uit het Oude en Nieuwe Testament (zoals kruiswegen en de ruiters van de Apocalyps) en slagvelden uit de Eerste Wereldoorlog. Een kruisweg bevindt zich in het Groot Seminarie van Brugge. Onder invloed van Louis de Winter schreef de dramaturg Michel de Ghelderode verschillende artikels over de werken van Jamar en zijn symbiose met de Winter.

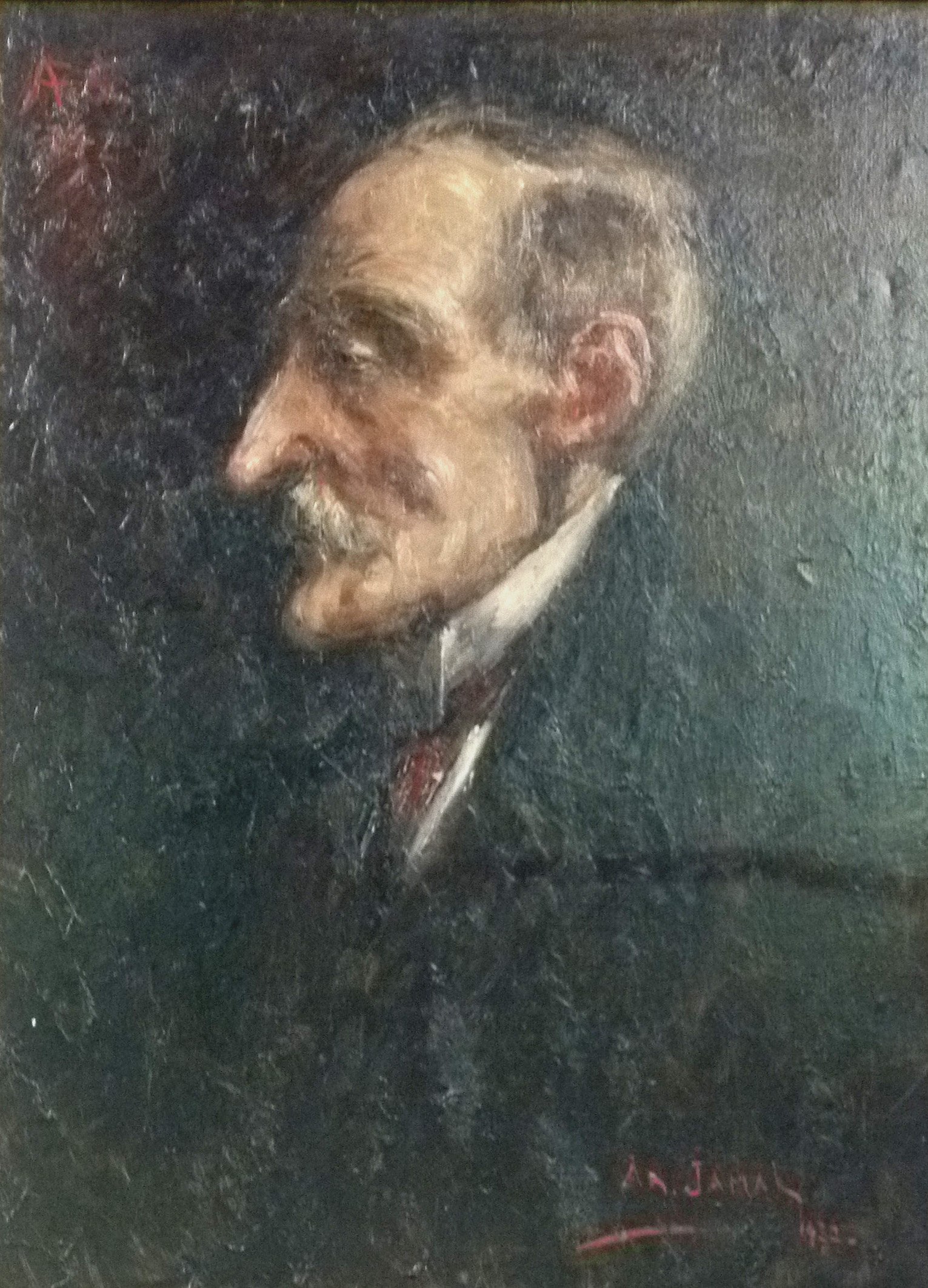
Portret van Louis de Winter

Hij reisde veel in Europa, Noord-Afrika en de Verenigde Staten. Zoals vele van de leerlingen van Carpentier aan de Academie in Luik, werd Armand Jamar op zijn aanraden naar de Limburgse Kempen in de omgeving van Genk gestuurd. Hij was ook geboeid door de Noordzeekusten, o.a. in Zeebrugge, in Bretagne en Zeeland.
Zijn werken bevinden zich nog meestal in privécollecties en komen regelmatig op kunstveilingen, maar enkele hangen toch in musea van Antwerpen, Brussel ("Boerderij in Lissewege"), Charleroi, Luik ("Intérieur de ferme en Hollande"), Lille en Rouen ("Portrait de Géricault). Hij kreeg retrospectieve tentoonstellingen in 1974 in het Museum Dhondt-Dhaenens, Deurle; in 1975 in het Musée d'art wallon, Luik; in 1988 in het Gemeentehuis van Schaarbeek.